# Gare de Szárliget
La gare de Szárliget (en hongrois : Szárliget vasútállomás) est une halte ferroviaire hongroise, située à Szárliget.